# Винницкое (Крым)
Ви́нницкое (укр. Вінницьке, крымскотат. Vinnitskoye, Винницкое) — село в Симферопольском районе Республики Крым. Село входит в состав Николаевского сельского поселения (согласно административно-территориальному делению Украины — Николаевского поселкового совета Автономной Республики Крым).

## Население
| 2001 | 2014  |
| ---- | ----- |
| 1074 | ↘1048 |

Всеукраинская перепись 2001 года показала следующее распределение по носителям языка
| Язык             | Процент |
| ---------------- | ------- |
| русский          | 68,06   |
| крымскотатарский | 17,13   |
| украинский       | 13,87   |
| другие           | 0,83    |

### Динамика численности
- 1989 год — 930 чел.[10]
- 2001 год — 1074 чел.[11]
- 2009 год — 1180 чел.[12]
- 2014 год — 1048 чел.[13]

## Современное состояние
В Винницком 5 улиц, площадь, занимаемая селом, 129 гектаров, на которой в 365 дворах, по данным сельсовета на 2009 год, числилось 1180 жителей. В селе действует муниципальное бюджетное общеобразовательное учреждение
«Винницкая школа», имеется церковь иконы Божией Матери «Спорительница хлебов».

## География
Село Винницкое расположено на западе района, на южной окраине степной зоны Крыма, к северу от низовьев реки Западный Булганак, высота центра села над уровнем моря 82 м. Расстояние до Симферополя — около 34 километров. Ближайшая железнодорожная станция Саки — примерно в 26 километрах. Соседние сёла: Александровка в 1,5 км севернее и Раздолье — 1 километр на юго-запад. Транспортное сообщение осуществляется по региональной автодороге 35Н-536 (по украинской классификации — С-0-11341).

## История
Винницкое образовалось от слияния двух сёл: Калиновки и Лазурного (ранее Эльзас).
Судя по доступным историческим документам, селение первоначально называлась Красная Пустошь — так оно обозначено на карте 1924 года. По данным книги «Города и сёла Украины. Автономная Республика Крым. Город Севастополь. Историко-краеведческие очерки», в 1927 году село, населённое русскими, состояло из 19 дворов, а в 1930-х годах в нём был образован колхоз «VII съезд советов». На карте 1936 года село уже Калиновка.
Постановлением президиума КрымЦИК от 26 января 1935 года «Об образовании новой административной территориальной сети Крымской АССР» был создан Сакский район и Эльзас отнесли к новому району.
После освобождения Крыма от фашистов, 12 августа 1944 года было принято постановление № ГОКО-6372с «О переселении колхозников в районы Крыма» и в сентябре 1944 года в район приехали первые новосёлы (57 семей) из Киевской и Винницкой областей, а в начале 1950-х годов последовала вторая волна переселенцев из различных областей Украины. С 25 июня 1946 года село в составе Крымской области РСФСР. 26 апреля 1954 года Крымская область была передана из состава РСФСР в состав УССР. К 1960 году Калиновка была переименована в Винницкое и в те же годы Винницкое объединили с Лазурным: на 15 июня 1960 года уже одно Винницкое числилось в составе Николаевского сельсовета (согласно справочнику «Крымская область. Административно-территориальное деление на 1 января 1968 года» — в период с 1954 по 1968 годы).
С 30 декабря 1962 года, после указа Президиума Верховного Совета УССР «Об укрупнении сельских районов Крымской области», Лазурное включили в Евпаторийский район, а с 1 января 1965 года, согласно указу Президиума ВС УССР «О внесении изменений в административное районирование УССР — по Крымской области» село отнесли к Симферопольскому району. По данным переписи 1989 года в селе проживало 930 человек. С 12 февраля 1991 года село в восстановленной Крымской АССР, 26 февраля 1992 года переименованной в Автономную Республику Крым. С 21 марта 2014 года в составе Крыма аннексировано Россией.
В 1985 году, честь воинов-односельчан, погибших на фронтах Великой Отечественной войны, в селе Винницкое, у школы на улице Терешковой, был установлен памятный знак. Он представляет вертикальную стелу, установленную на ступенчатом основании. На лицевой стороне мемориальный текст: «Памятный знак установлен в честь жителей сел Винницкое и Раздолье, погибших в годы Великой Отечественной войне 1941–1945. Байсара Никифор Макарович, Бабокин Яков Сергеевич, Гидулян Владимир Михайлович, Ерохин Андрей Лаврентьевич, Коротун Леонид Федорович, Урденко Дмитрий Павлович, Яценко Иван Петрович». Площадка вокруг памятного знака вымощена бетонными плитами и обустроена клумбами.  Объект культурного наследия народов РФ регионального значения. Рег. № 911710856180005 (ЕГРОКН)